# Avia B-122
L'Avia B-122 era un aereo da addestramento biplano, monomotore, prodotto dall'azienda cecoslovacca Avia negli anni trenta impiegato in Cecoslovacchia, oltre che in altri paesi, anche durante la seconda guerra mondiale.

## Storia del progetto
Nella primavera del 1934 il Comando dell'Esercito cecoslovacco decise che alcuni piloti dell'aviazione cecoslovacca avrebbero partecipato al concorso internazionale d'acrobazia aerea, denominato Coupe Mondial (in inglese World Aerobatic Championships), che si doveva tenere a Vincennes, in Francia, tra il 9 e il 10 giugno dello stesso anno. A tal fine al costruttore aeronautico cecoslovacco Avia venne affidato il compito di progettare e costruire un velivolo adatto allo scopo. Il prototipo B-122, progettato dall'ingegner František Novotný, venne realizzato presso le officine Avia di Praga-Letnany. Si trattava di biplano da addestramento dotato di ali lignee e fusoliera in tubi d'acciaio. La zona anteriore della fusoliera era rivestita in lamiera d'acciaio, mentre il resto del velivolo era ricoperto da tela trattata. Il primo prototipo, matricola OK-AVI, volò per la prima volta il 12 maggio 1934 dotato di un motore radiale a 7 cilindri, raffreddati ad aria Walter Castor. Successivamente il prototipo ricevette un propulsore Walter Castor II e cappottatura NACA. Il B.122.1, fu presentato alle autorità militari cecoslovacche il 7 giugno 1934, appena sei settimane dopo l'assegnazione della commessa.

## Tecnica
L'Avia B-122 era un velivolo monoposto da addestramento basico o acrobatico, dotato di velatura biplana e carrello fisso.
La fusoliera era caratterizzata dalla struttura rettangolare in tubi d'acciaio saldati, ricoperta in tela trattata, tranne nella zona anteriore rivestita in lamiera d'acciaio, che conteneva l'abitacolo aperto destinato all'istruttore o all'allievo pilota.
Entrambe le ali erano di costruzione lignea, avevano uguale corda ed apertura, ed erano collegate tra di loro da montanti ad N.
Il carrello d'atterraggio era triciclo anteriore fisso, con pattino d'appoggio posizionato sotto la coda. Le gambe anteriori del carrello avevano disposizione piramidale, disposte con un asse articolato di 1,60 m. Le ruote erano dotate di sospensioni pneumatiche e freni ad aria. Gli pneumatici erano Dunlop da 700x100 mm.
La propulsione era affidata ad un motore Walter Castor II-A radiale a 7 cilindri raffreddato ad aria, in grado di erogare una potenza pari a 260 CV, collocato all'apice anteriore della fusoliera ed abbinato ad un'elica bipala lignea. La versione Ba-122 era equipaggiata con un propulsore Avia Rk-17 che sviluppava 430 CV. Su alcuni esemplari venne installato un motore Walter Pollux II a 9 cilindri raffreddato ad aria, da 393 CV (290 kW). Due serbatoi di carburante della capacità di 150 litri, ed un estintore Travai, si trovavano dietro alla paratia antincendio nella parte anteriore della fusoliera. Il serbatoio di riserva dell'olio motore (20 litri) e quello del carburante (110 litri) erano collegati al propulsore tramite due tubi flessibili speciali Superflexit.

## Impiego operativo
I piloti cecoslovacchi ebbero solo poche settimane per imparare a padroneggiare l'aereo in vista del concorso, che si tenne nel mese di luglio del 1934. Per fortuna il progetto del velivolo si rivelò un notevole successo e i piloti cecoslovacchi si piazzarono al 4º (František Novák con il prototipo OK-AVE, 119,8 punti) ed all'8º posto (Jan Ambruz, con il secondo prototipo OK-AVI, 110,2 punti) nel concorso. Il vincitore fu il pilota tedesco Gerhard Fieseler, asso della prima guerra mondiale, con 138 punti.
Dopo la gara il terzo prototipo (B.122.3) venne sottoposto ai collaudi militari presso il Vojenský letecký ústav studijní (VLÚS) di Praga-Letnany. L'aereo fece registrare una corsa di decollo di 67 m, una di atterraggio di 226 m, e una tangenza di 3.750 m a causa dell'insufficiente regolazione del carburatore
Il 12 novembre 1934 la ditta Avia propose al Ministero della Difesa l'acquisto di un lotto di addestratori acrobatici B-122 per la ČVL. Il 18 aprile 1935 il Ministero ufficializzò un ordine per la realizzazione di 35 Ba-122 (matricole da Ba.122.3 a Ba.122-37). I primi quattro aerei ricevettero il propulsore Walter Castor II-A, mentre i rimanenti ricevettero l'Avia Rk-17 da 430 CV.
Nel corso del 1935 il velivolo venne modificato, sulla base dei suggerimenti del pilota František Novák e questo portò allo sviluppo della versione migliorata Bs-122. Questa versione era equipaggiata con un timone più grande e aveva un propulsore Walter Castor II più potente. Il primo esemplare volò per la prima volta il 23 gennaio 1936, nelle mani del collaudatore Oldrich Kosar, entrando subito in produzione. La ČVL emise un ordine per 45 esemplari, e gli aerei andarono a costituire la dotazione del Cvicné Letce Leteckého Pluhu c.4 di base a Hradec Kralové e del Vojenské letecké učiliště (VLU) di base a Prostějov.
Tra il 29 ed il 31 luglio 1936, in occasione dei Giochi Olimpici di Berlino, si svolse sull'aeroporto di Tempelhof l'International Aerobatic Competition. In questa occasione i piloti cecoslovacchi (Petr Široký, František Novák, e Jan Ambruz), con il loro Avia Bs-122, conquistarono il 2º, 3º ed 8º posto. Alcuni di questi velivoli vennero dotati di propulsori Walter Pollux II a 9 cilindri, raffreddato ad aria, da 393 CV (290 kW) invece dei precedente Walter Castor a 7 cilindri, da 260 CV. Dalla versione Bs-122 l'Avia trasse la successiva Ba-122, dotata del nuovo motore Avia Rk-17 da 430 CV. Il primo esemplare volò la prima volta il 10 settembre 1936, ottenendo un ordine per 35 velivoli dalla ČVL. Il 1937 fu l'anno del grande successo: gli Avia Ba-122 riuscirono a conquistare il 1º e 3º posto all'International Flying Meeting di Zurigo tenutosi nei mesi di luglio/agosto del 1937. Nel mese di luglio dello stesso anno gli Avia Bs-122/Ba-122, dopo aver completato il ciclo di collaudi militari, entrarono ufficialmente in servizio preso il 4º Reggimento d'Aviazione e il V.L.U. della Československé Vojenské Letectvo.
I successi sportivi portarono all'esportazione dell'aereo in Unione Sovietica e Romania.
Il Ministero della Difesa cecoslovacco chiese che il velivolo venisse ulteriormente sviluppato, e la ditta Avia produsse i prototipi Ba-222, Ba-322 e Ba-422.
Il В-222 era una modifica del precedente B-122, dotata di motore Avia Rk-17 racchiuso da un cofano NACA allungato, e ruote del carrello di atterraggio racchiuse da carenature aerodinamiche. Ne venne costruito un solo esemplare, primo volo il 30 settembre 1937, che rimase sempre di proprietà della Avia venendo utilizzato solo a scopo dimostrativo. Nel settembre 1938 il velivolo fu venduto alla Bulgaria.
Il В-322 era un prototipo (OK-AVB) dotato di motore Avia Rk-17, racchiuso da un anello Townend, e cabina di pilotaggio chiusa. Il velivolo andò in volo per la prima volta il 27 settembre 1937 nelle mani del collaudatore Oldrich Kosar.
Per il concorso acrobatico che doveva svolgersi in Francia nel 1938, venne sviluppata una versione migliorata del B-122, designata B-422. Allo scopo di migliorare la visibilità verso il basso il progettista utilizzò un'ala superiore a forma di ala di gabbiano. Questa particolare versione fu costruita in due prototipi, dotati di propulsore Avia Rk-17 da 430 CV. Il primo B-422 (matricola OK-AVD) fu sottoposto alle prove di volo il 4 marzo 1938 ed il secondo, designato B-422.2 (matricola OK-AVC), il 7 aprile dello stesso anno. Il 1º luglio 1938 Novák, diede una brillante dimostrazione delle capacità del prototipo B-422.2, durante la manifestazione tenutasi presso il quartiere di Saint Germain-en-Laye, a Parigi, Francia. Novák ottenne più punti del campione olimpico Otto von Hagenburg, ma non entro nel tempo previsto perdendo così il primo posto. Dopo il ritorno in patria lo stesso pilota organizzò un gruppo di piloti acrobatici, formato da nove elementi, che si esibirono in diverse occasioni.
Il 6 luglio 1938, alla fine del X Vsesokolský Slet (festival sportivo di grande importanza), la Československé vojenské letectvo si esibì in una eccezionale parata aerea. Vi partecipò la quasi totalità della forza aerea, 25 squadriglie (14 da caccia, 7 da bombardamento leggero e 4 da bombardamento pesante) per un totale di 230 aerei. Tra di essi 7 addestratori acrobatici Avia Ba.122. Al termine della parata tre Ba.122, pilotati da Široký, Novák e Jicha, si esibirono in uno spettacolo di grande acrobazia aerea, purtroppo fu l'ultimo.
Nel settembre 1938 una delegazione della Avia si recò in Jugoslavia per proporre alle autorità militari l'acquisto del velivolo Avia B.122. La delegazione cecoslovacca era guidata dal capo pilota Oldrich Kosar, e disponeva dei prototipi B-222 (matricola OK-AVB) e B-422.1. Gli aerei vennero esibiti in volo a Belgrado davanti alle autorità militari jugoslave, senza ottenere ordini.
Arrivarono i giorni della crisi di Monaco di Baviera. Le truppe della Wehrmacht si posizionarono alla frontiera con la Cecoslovacchia, e Hitler chiese la cessione dei Sudeti alla Germania. Tutti gli aerei modificati per l'acrobazia furono immediatamente consegnati alla Češkoslovenske Vojenske Letectvo. In precedenza erano considerati di proprietà dell'Aero Club cecoslovacco, anche se utilizzati da piloti militari con l'aiuto degli specialisti tecnici della ČVL. Durante i colloqui di Monaco, Regno Unito e Francia si rifiutarono di aiutare il loro alleato e la Cecoslovacchia si vide costretta ad accettare le richieste tedesche. Sembrava che la crisi fosse risolta ma meno di un anno dopo, nel marzo 1939, l'esercito tedesco occupò tutta la Cecoslovacchia e ciò pose fine ad ogni ulteriore sviluppo dell'aereo. Alcuni Avia Bs-122 entrarono brevemente in servizio nella Luftwaffe, venendo poi ceduti da quest'ultima alla forze aeree della Slovacchia, Bulgaria e Romania.

### Il IV Concorso Internazionale di Acrobazia Aerea del 1937
Tra luglio e agosto del 1937 si tenne a Zurigo, in Svizzera, il IV Concorso Internazionale di Acrobazia Aerea. La squadra cecoslovacca designata a partecipare era formata da sei aerei di questo modello, con sette piloti disponibili. I piloti erano: F. Novák, P. Široký, J. Hubáček, R. Motyčka, R. Půda, J. Šimek a J. Taudy. Tre degli Avia erano dotati di motore in classe B (aerei con motori di 10-20 litri di cilindrata). In questa categoria vinse il tenente František Novák, mentre il tenente Petr Široký si piazzò al terzo posto ed l'Adj. Josef Hubáček al quarto. Gli altri tre Ba.122, dotati di propulsore Walter Pollux a 9 cilindri, parteciparono alla classe C (oltre 20 litri di cilindrata). Qui vinse il tenente František Novák, con Petr Široký e l'Adj. Vyborní al secondo e terzo posto. Da notare che in questa classe non vi erano altri velivoli concorrenti.

### Bulgaria
Verso la fine del 1939 le autorità tedesche offrirono alla Bulgaria l'acquisto di un importante lotto di aerei già appartenenti all'esercito della Cecoslovacchia. Un'apposita commissione composta da piloti e ingegneri bulgari arrivò sul campo d'aviazione di Merseburg per selezionare le macchine in oggetto. Vennero acquistati un gran numero di aerei, tra cui caccia Avia B-534, bombardieri Avia B-71 e Bloch MB 200 e 12 addestratori Avia Bs-122. Più tardi la Važdušnite na Negovo Veličestvo Vojski ricevette ulteriori 27 aerei, tra cui il prototipo del B-322. In Bulgaria il velivolo venne designato con il soprannome di Osа. La maggior parte degli addestratori venne inquadrata nel 2º Iztrebitelen Orliak di Karlovo. Il reparto era composto dal 212º, 222º, 223º, 242º Yato ognuno con 15 caccia Avia B-534 e dal 253º Yato con 10 addestratori Bs-122. Tra il 1942 e il 1943 gli aerei superstiti operarono presso la scuola di volo di Lovech, per l'addestramento dei piloti assegnati alle unità da combattimento.

### Germania
Nel marzo 1939 l'intera flotta aerea della Československé Vojenské Letectvo venne acquisita dalla Luftwaffe. Si trattava di almeno 1.630 velivoli (oltre ad altri 279 non terminati). Tra di essi vi erano 44 Avia Ba-122 e 32 Bs-122. In seno alla Luftwaffe gli Avia B.122 entrarono brevemente in servizio presso la Flugzeugführerschule A/B 4 (Comandante Obst.lt. Herbert Hülsewig) formata inizialmente (ottobre 1939) sull'aeroporto di Praga-Gbell e poi trasferita a Norimberga. In seguito la maggior parte del Ba-122 e Bs-122 vennero ceduti ai paesi alleati della Germania.

### Romania
Inizialmente la Forțele Aeriene Regale ale României acquistò un solo esemplare, immatricolato YR-DPA, usato per valutazione. In seguito i tedeschi consegnarono un numero imprecisato di addestratori Avia B-122, usati operativamente fino al 1944.

### Slovacchia
Dopo l'invasione della Cecoslovacchia da parte dei tedeschi, il 4 marzo 1939 la Slovacchia si proclamò indipendente. Alla neocostituita aviazione (Slovenské vzdušné zbrane, SVZ), comandata da Jan Ambruz, andarono quasi tutti i velivoli appartenenti al 3º reggimento d'aviazione cecoslovacco, la cui sede si trovava a Bratislava. Con questi aerei venne costituita un'unità da addestramento suddivisa su tre aeroporti diversi, dotata inizialmente di tre Bs-122 e 1 Ba-122. All'inizio del 1940 la dotazione di volo comprendeva 10 Ва-122 e 13 Bs-122. Dalla fine dello stesso anno la maggior parte di questi velivoli venne assegnata alla scuola di volo, organizzata sull'aeroporto di Trencin. Nel mese di agosto del 1943 la scuola si trasferì sul campo d'aviazione di Tri Duby, dove rimase fino alla fine della guerra.
Nell'agosto 1944 l'esercito slovacco si unì ai partigiani, attaccando le guarnigioni tedesche presenti nel paese. Fu l'inizio dell'insurrezione nazionale slovacca. Alcuni aerei slovacchi si trasferirono su aeroporti sovietici, mentre altri rimasero in patria ed iniziarono a sostenere le forze ribelli compiendo missioni di appoggio aereo. Tra gli aerei presenti in quel momento a Try Duby vi erano ancora tre addestratori Ва-122 e un Bs-122. Secondo alcune fonti tali velivoli rimasero distrutti durante un bombardamento aereo tedesco.

### Unione Sovietica
Dopo la conclusione di un trattato di mutua assistenza tra l'URSS e la Cecoslovacchia nel 1935, l'esercito cecoslovacco ospitò presso le proprie scuole allievi ufficiali sovietici, tra cui dei piloti d'aviazione. Essi presero familiarità con le nuove tecnologie, visitando fabbriche di aerei, unità militari e poligoni di tiro. Il 15 luglio 1936 arrivò in visita ufficiale a Praga una delegazione militare sovietica, guidata dal capo di stato maggiore dell'aviazione generale Jakov I. Alksnis. Per l'occasione un trio di famosi piloti acrobatici, composto da František Novák, Josef Hubáček e Petr Široký, si esibirono in uno spettacolo di alta acrobazia. La delegazione sovietica rimase così colpita dallo spettacolo offerto da invitare il trio di piloti ad esibirsi in Unione Sovietica. Uno dei membri della delegazione, l'ingegner Primenko, redasse un rapporto in cui elogiava gli aerei acrobatici cecoslovacchi in termini di aerodinamica e facilità d'uso. Nel mese di agosto dello stesso anno, a Praga, il capitano Kol'cov e il tenente Sokolov provarono in volo l'addestratore Avia Ba-122, rimanendone entusiasti.
Nel mese di settembre dello stesso anno una formazione di quattro addestratori Avia Ba-122, guidata dal tenente Beroun comandante del 4º Reggimento d'Aviazione, ed accompagnati da un Fokker F.VII, intrapresero un viaggio che, via Romania, li portò in Unione Sovietica. Purtroppo appena oltrepassato il confine tra la Romania e l'Unione Sovietica l'aereo di František Novák ebbe un guasto al motore e dovette atterrare in un campo. In attesa di un nuovo motore da Praga, Novák prese l'aereo di Vyborní che rimase ospite in una fattoria collettiva. Gli altri velivoli proseguirono per Mosca sulla rotta Odessa-Vinnycja-Kiev, esibendosi in ogni tappa davanti a ufficiali militari, funzionari governativi e appassionati di aviazione locali. L'ultima presentazione in volo avvenne il 15 ottobre a Mosca, presso il campo d'aviazione di Tušino. Gli esperti sovietici esaltarono la maneggevolezza del Ba-122, rimarcando che nessun aereo sovietico aveva le stesse caratteristiche del velivolo cecoslovacco. Neanche il nuovo Yakovlev UT-1 poteva competere in acrobazia con il biplano Avia. Dopo che la delegazione cecoslovacca era ritornata in patria, l'Armata Rossa era rimasta così impressionata che verso la fine del 1936 ordinò alla ditta 15 aerei (n/c da 122.101 a 122.115) di questo tipo. Nello specifico l'ordine riguardava 10 Ba-122 dotati di motore Walter Castor e cinque con il propulsore Walter Pollux. Tutti gli aerei disponevano di un'elica in legno Avia Type 241.
I primi velivoli cominciarono ad essere consegnati all'Unione Sovietica verso l'inizio del 1937. Un aereo venne sottoposto ai severi collaudi dell'Istituto di Ricerca della VVS superandoli brillantemente. L'aereo si rivelò piacevole da pilotare e ben costruito. Questo Ba-122 volò a lungo, e nel gennaio 1940 era ancora in servizio adibito a compiti di collegamento.

Durante i test condotti presso l'OELID TsAGI l'obiettivo primario fu idoneità del Ba-122 al volo rovesciato. Il biplano cecoslovacco, dotato di appositi accorgimenti tecnici, risultò in grado di volare in volo rovesciato per 30 minuti. Nel 1938 lo TsAGI raccomandò l'adozione di questi accorgimenti anche sull'UT-1. La VVS preferì adottare il sistema più semplice installato sul velivolo inglese da addestramento Miles Hawk, acquistato per valutazione dall'Unione Sovietica.
La maggior parte dei biplani Avia fu assegnata alle scuole di volo e di addestramento al combattimento. Il 15 marzo 1940 quattro Ba-122 (due con motore Castor e due con il Pollux) erano in servizio presso la Scuola di volo di Odessa. Nell'estate dello stesso anno, la scuola si trasferì a Konotop. Nella primavera del 1940 un altro aereo venne dato in dotazione allo stato maggiore dell'Aeronautica del Distretto Militare di Kiev. Alcuni aerei erano ancora in servizio quando la Germania attaccò l'Unione Sovietica, il 22 giugno 1941 (Operazione Barbarossa). Dagli elenchi ufficiali l'ultimo aereo in servizio (matricola H-261) era presente nello Squadron N.S.R.A. a Mosca all'inizio del 1942. Il 10 febbraio dello stesso anno la VVS lo dichiarava disponibile in emergenza; venne poi radiato alla fine di quell'anno.

## Versioni

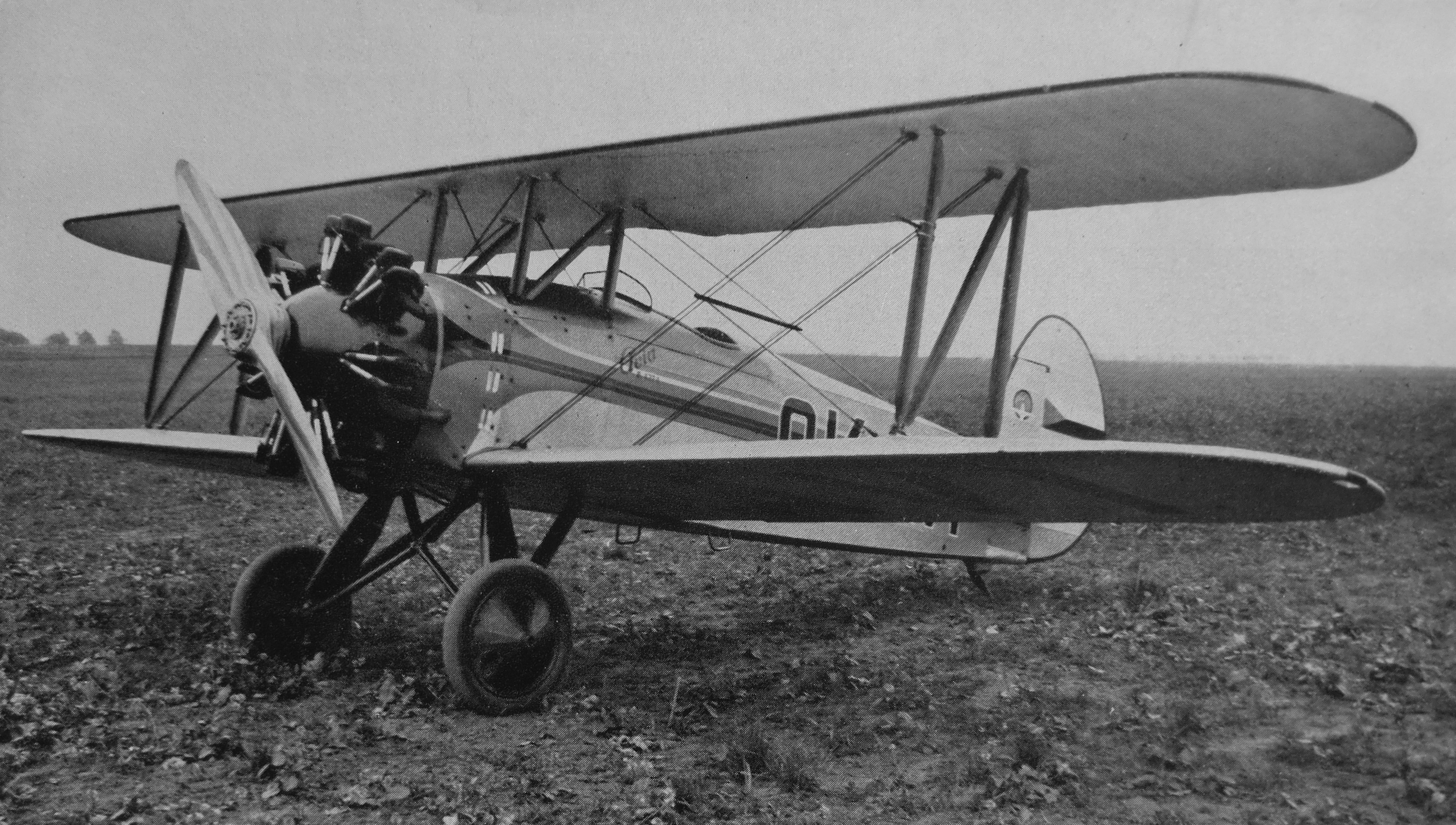
Avia B-122

- B-122: due prototipi di cui il primo (matricola OK-AVI) era dotato di un propulsore radiale Walter Castor a 7 cilindri, raffreddato ad aria, ed il secondo (matricola OK-AVE) equipaggiato con un Walter Castor II racchiuso da una capottatura NACA.
- Bs-122: versione militare da addestramento acrobatico, costruita in 45 esemplari per la Češkoslovenske Vojenske Letectvo, dotati di propulsore Walter Castor II-A. Caratteristiche tecniche: un motore Walter Castor II-A da 260 CV (191 kW); apertura alare 8,85 m; lunghezza 6,55 m; altezza 2,90 m; superficie alare 22,00 m²; peso a vuoto 760 kg, totale 1081 kg; velocità massima 240 km/h; rateo di salita 8,5 m/sec; autonomia 530 km; tangenza 6 000 m
- Ba-122: versione migliorata, dotata di nuovo impennaggio verticale e del più potente propulsore Avia Rk-17 da 430 CV (317 kW), costruita in 35 esemplari per la ČVL.
- B-222: un prototipo da corsa, dotato di motore Avia Rk-17 racchiuso da un cofano NACA allungato, e ruote del carrello di atterraggio racchiuse da carenature aerodinamiche.
- B-322: un prototipo dotato di cabina di pilotaggio chiusa, motore Avia Rk-17 racchiuso da un anello di Townend e ruote del carrello carenate.
- B-422: un prototipo dotato di cabina chiusa, ala superiore a gabbiano, ruote del carrello carenate.
- B-422.2: un prototipo dotato di cabina chiusa ed ala superiore a gabbiano.

## Utilizzatori
Bulgaria
- Vazhdushnite na Negovo Velichestvo Voiski

 Cecoslovacchia
- Češkoslovenske Vojenske Letectvo

 Germania
- Luftwaffe

 Romania
- Forțele Aeriene Regale ale României

 Slovacchia
- Slovenské vzdušné zbrane

 Unione Sovietica
- Voenno-vozdušnye sily

## Esemplari attualmente esistenti
L'unico esemplare di Avia Ba-122 completo, attualmente esistente, si trova presso il Letecke Muzeum dell'aeroporto di Praga-Kbely. Il velivolo è esposto con la matricola OK-AVE ed i colori utilizzati dall'asso cecoslovacco František Novák durante la sua partecipazione alla Coupe Mondial di Vincennes, nel luglio 1934.

### Riviste
- (EN)  Rajiniec, Juraj, and Sanders, James V. Conflict over the Carpathians, Air Enthusiast 15, September 1971
- (EN)  Rajlich, Jirí and Sehnal, Jirí. Tatra Eagles': The Slovak Air Force in Combat, 1942-1945, Air Enthusiast 56, Winter 1994
- (FR)  Kudlicka, Bohumir. Les Avia B.122-422 d'acrobatie. Air Magazine No.24, Magazine bimestriel. TMA SARL.75 rue Claude Decaen - Paris 75012 Decembre 2004/Janvier 2005.
- (FR)  Kudlicka, Bohumir. Les Avia B.122-422 d'acrobatie. Air Magazine No.23, Magazine bimestriel. TMA SARL.75 rue Claude Decaen - Paris 75012 Fevrier/Mars 2005.
- (EN)  Antique Flyer n.260, Avia B-122, Academy of Model Aeronautics, Novato (California), January-February 2009